# Mărtăcești
Mărtăcești – wieś w Rumunii, w okręgu Braiła, w gminie Siliștea. W 2011 roku liczyła 174 mieszkańców.